# Botswana Premier League
De Botswana Premier League is de hoogste voetbaldivisie in Botswana voetbal. De competitie werd in 1966 opgericht en wordt georganiseerd door de Botswana Football Association. Tegenwoordig nemen er zestien teams aan deel.